# Pelatge clapat

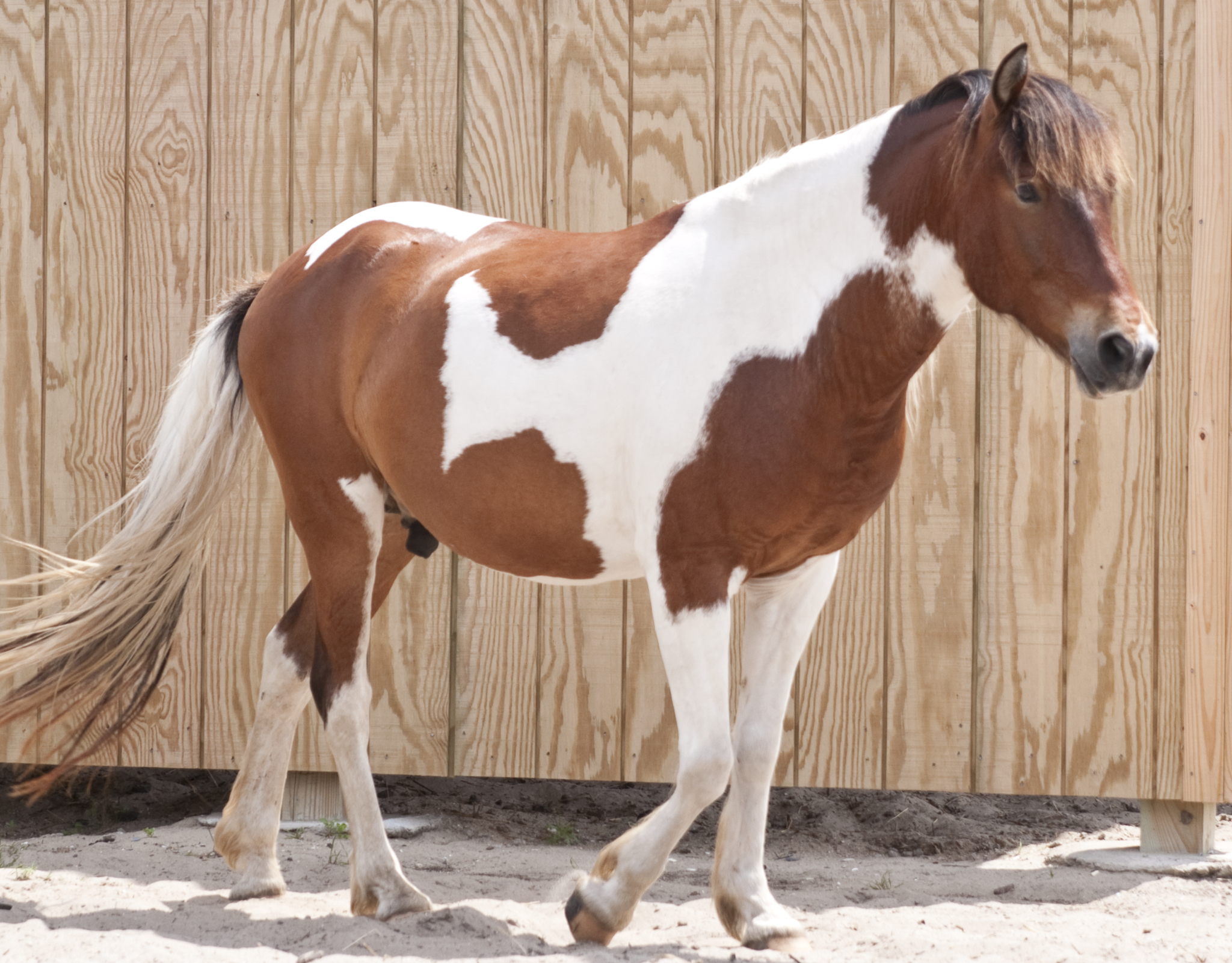
Cavall de pelatge roig-clapat, de patró tobiano.

Els cavalls amb taques blanques són prou coneguts. S'acostumen a agrupar en un sol patró genèric però, de fet, pertanyen a grups o sub-patrons diferents. Tant per les causes genètiques (gens) que els provoquen com, molt sovint, per l'aspecte exterior que acostumen a mostrar.

## Tipus de pelatges clapats
Els sub-patrons clapats són :
- Overo, tacat de baix (en anglès"Overo", "Frame overo")
- Tobiano, tacat de baix (en anglès "Tobiano")
- Sabí o sabino, tacat-sabí (en anglès "Sabino")
- Clapat esquitxat (en anglès "Splashed White")

Cada sub-patró clapat és provocat per un gen determinat.
En un mateix cavall poden trobar-se combinats dos o més sub-patrons tacats. Un exemple senzill és el dels cavalls "toveros" (a la vegada overos i tobianos).
El patró clapat genèric pot definir-se com " taques blanques al cos formades per zones de pèls blancs que creixen sobre àrees de pell rosada i despigmentada; els bausans i les marques blanques facials no determine que un cavall sigui de pelatge tacat".
La distribució de les clapes blanques acostuma a ser asimètrica (quan els dos costats presenten taques diferents). Les taques mantenen la forma i posició des del naixement al llarg de la vida del cavall.
La superfície total de taques blanques pot variar des de gairebé nul·la fins a gairebé el 100%.
Els pelatges més contrastats són aquells que mostren una proporció del 50% entre les taques blanques i el pelatge més fosc de base.
Els pelatges de base són els 4 bàsics (negre, bru, castany, roig), els seus diluïts i els multidiluïts.
Els pelatges tacats poden estar combinats, en un mateix cavall, amb altres patrons (pigat, ruà, liart, rabicano…).
- Pelatge tacat overo
- Pelatge tacat tobiano
- Pelatge tacat sabino
- Pelatge tacat "esquitxat (de blanc)"

## Sub-patró overo
Els cavalls overos poden tenir gairebé qualsevol distribució de taques blanques sobre el cos. La tendència és que tinguin la panxa tacada de blanc, la cua de color fosc i el cap amb bastant blanc (sovint amb ulls despigmentats). El dors és fosc, almenys parcialment.

El registre American Paint Horse va agrupar tots els subpatrons no-tobianos sota el nom de overos (decisió molt discutible i poc afortunada), anomenant "frame overo" a l'overo original.
En molts casos els pelatges overos acostumen a mostrar les taques blanques "emmarcades" per les zones de pelatge fosc de base. D'aquí el nom "frame" que vol indicar "marc", com el marc d'un quadre. (Vist un "frame overo" de costat, les taques blanques serien la pintura i les àrees fosques el "frame" o marc).

## Sub-patró tobiano
La ubicació de les taques blanques en els cavalls tobianos sembla seguir una tendència diferent a la dels overos.
La panxa sovint és fosca, el dors amb taques blanques, el cap fosc i la cua amb molt de blanc.

## Sub-patró sabí o sabino
(Segons l'accepció nord-americana)
Els cavalls sabins o "sabinos" acostumen a tenir les quatre potes blanques, incloent-hi els peus. Les zones blanques de les potes s'acostumen a unir amb les zones fosques en forma de taques blanques de contorns estripats o desdibuixats. El cap acostuma a tenir molt blanc i els ulls són blaus en moltes ocasions.
Són freqüents els entrepelats de blanc (pèls blancs interpolats enmig de les parts fosques). Hi ha opinions que els sabinos i els ruans estan relacionats a nivell genètic.

## Sub-patró "esquitxat de blanc" ("Splashed white")
Els cavalls clapats esquitxats tenen blanques les potes i la panxa. La cara acostuma a ser blanca i els ulls blaus. Sembla com si haguessin estat pintats de blanc des de sota.
En alguns casos pateixen sordesa.